# Cheirogaleus lavasoensis
El lémur enano de Lavasoa (Cheirogaleus lavasoensis) es un pequeño primate nocturno estrepsirrino y una especie de lémur que es endémica de tres pequeños parches aislados de bosque en la ladera sur de las montañas de Lavasoa en el sur de Madagascar. Se piensa que existen menos de 50 individuos. Su hábitat se encuentra en una zona de transición entre tres ecorregiones: arbusto seco espinoso, bosque litoral húmedo y bosque húmedo. Primero se recogió en 2001 y se cree que es una subpoblación del lémur enano de orejas peludas (C. crossleyi), no fue descrita formalmente hasta 2013. Es una de las seis especies constatadas que existen de lémur enano, a pesar de que se ha sugerido la existencia de muchas más especies nuevas.

## Historia taxonómica
El lémur enano de Lavasoa pertenece al género Cheirogaleus (lémures enanos) dentro de la familia Cheirogaleidae. Entre octubre de 2001 y diciembre de 2006, los investigadores recolectaron diez adultos maduros (cinco machos y cinco hembras) junto con otros seis individuos inmaduros. Los lémures fueron puestos en libertad después de ser medidos y de que les fueran extraídas pequeñas muestras de tejido de sus oídos. El holotipo (AH-X-00-181) era un macho adulto capturado, marcado y liberado en el Petit Lavasoa el 10 de octubre de 2001. El análisis fue publicado en 2013 por Dana Thiele y Andreas Hapke de la Universidad Johannes Gutenberg y Emilienne Razafimahatratra de la Universidad de Antananarivo.